# Эремурус узколистный
Эрему́рус узколи́стный, или Эрему́рус Бунге (лат. Eremúrus stenophyllus) — многолетнее травянистое растение, вид секции Henningia рода Эремурус (Eremurus) семейства Асфоделовые (Asphodelaceae).

## Ботаническое описание
Многолетнее травянистое растение высотой 70—170 см. 
Корневище короткое вертикальное, в нижней части 8—12 шнуровидных распростертых корней 50—60 см длиной и 0,5—0,6 см в диаметре. Побеги простые, мощные, 0,5—0,7 см в диаметре. Стебель 0,5—0,7 см в диаметре, зелёный, у основания с жесткими торчащими волосками, иногда голый.
Листья сизо-зелёные, в количестве 30—50, собраны в розетку у основании стебля, длинные, узколинейные, до 2 см шириной, в сечении трёхгранные.
Соцветие верхушечное, цилиндрическая кисть. Кисть очень плотная, цилиндрическая, 20—65 см высотой (в культуре до 80 см), 5—6 см в диаметре; ось кисти голая, ребристая, зелёная, с сизым налётом. Цветки мелкие, до 2 см в диаметре. Прицветники голые. Околоцветник простой, ширококолокольчатый, с 6-ю ярко-золотистыми листочками 9—12 мм длиной. После цветения околоцветник выпрямляется, закрывается неплотно, листочки сохраняют свою форму; засыхая, становятся тёмно-бурыми, постепенно опадают.Тычинки в количестве — 6, нитевидные, с ярко-оранжевыми пыльниками. По длине превышают околоцветник в 2 раза. Пестик один. Завязь гладкая, шаровидная, трёхгнёздная.
Плод тёмно-серый, шаровидная, не вздутая коробочка. Семена мелкие, узкокрылатые.
Кариотип: 2n=30, 32, 60, 64.

## Разновидности
- Eremurus stenophyllus subsp. ambigens (Vved.) Wendelbo
- Eremurus stenophyllus subsp. aurantiacus (Baker) Wendelbo[4]

Образует спонтанные гибриды с Eremurus olgae, дающие большое разнообразие форм; многие из них по красоте превосходят исходные виды.

### Экология и распространение
Центральная и Западная Азия: Афганистан, Пакистан, Таджикистан, Иран.
Произрастает в разреженных арчовых, ореховых, кленовых лесах, в розариях и среди степной растительности, в среднем и верхнем поясах гор (1400—3000 метров над уровнем моря) Юго-Западного и Центрального Памиро-Алая и Копетдага, а также на севере Ирана и в Афганистане.  
В зависимости от высоты местообитания зацветает в июне—июле, у верхней границы — в  августе. 

## Хозяйственное значение и применение
Декоративное садовое и медоносное растение. Один из самых красивых видов рода. В 2018 году этот вид получил премию Королевского садоводческого общества Award of Garden Merit.
С 1883 года культивируется в странах Западной Европы. Изящные душистые соцветия эремуруса узколистного и его гибридов очень хороши в срезке, долго сохраняются в воде, при этом раскрываются все бутоны. Годен для сухих букетов.
В культуре цветёт в начале лета, семена созревают и листья отмирают в середине лета. Сеянцы зацветают на 3—4-й год. Хорошо размножается вегетативно.
Испытан: города Средней Азии и Казахстана. В старой литературе есть указания, что этот вид мёрзнет в Средней России и его надо выкапывать на зиму. Однако современные голландские растения хорошо зимуют средней полосе России. 
Эремурус Ольги и эремурус узколистный стали родоначальниками гибридов Шелфорд (Shelford Hybrids  = Е. × isabellinus) с цветками разнообразных оттенков, от белых до жёлто-оранжевых. Селекционные работы с этими гибридами привели к отбору сортов: 
- 'Isobel' — цветки розовые с оранжевым оттенком.
- 'Moonlight' — цветки светло-жёлтые.
- 'Rosalind' — цветки чисто-розовые.
- 'White Beauty' — цветки чисто-белые[3].

В некоторых азиатских странах молодые листья употребляются в пищу.

## Таксономия
Вид Эремурус замечательный входит в род Эремурус (Eremurus) семейства Асфоделовые (Asphodelaceae) порядка Спаржецветные (Asparagales).
|  |                                      |  |                                                             |                                                             |                       |  | ещё 24 семейства (согласно Системе APG II) | ещё 24 семейства (согласно Системе APG II) |                          |  |  |  | ещё около 45 видов |
|  |                                      |  |                                                             |                                                             |                       |  | ещё 24 семейства (согласно Системе APG II) | ещё 24 семейства (согласно Системе APG II) |                          |  |  |  | ещё около 45 видов |
|  |                                      |  |                                                             | порядок Спаржецветные                                       |                       |  |                                            |                                            | род Эремурус             |  |  |  |                    |
|  |                                      |  |                                                             | порядок Спаржецветные                                       |                       |  |                                            |                                            | род Эремурус             |  |  |  |                    |
|  | отдел Цветковые, или Покрытосеменные |  |                                                             |                                                             | семейство Асфоделовые |  |                                            |                                            | вид Эремурус узколистный |  |  |  |                    |
|  | отдел Цветковые, или Покрытосеменные |  |                                                             |                                                             | семейство Асфоделовые |  |                                            |                                            |                          |  |  |  |                    |
|  |                                      |  | ещё 44 порядка цветковых растений (согласно Системе APG II) | ещё 44 порядка цветковых растений (согласно Системе APG II) |                       |  |                                            | ещё 13 родов                               | ещё 13 родов             |  |  |  |                    |
|  |                                      |  |                                                             | ещё 44 порядка цветковых растений (согласно Системе APG II) |                       |  |                                            |                                            | ещё 13 родов             |  |  |  |                    |